# Cantone di Sospello
Il cantone di Sospello (in francese canton de Sospel) era una divisione amministrativa dell'arrondissement di Nizza.
A seguito della riforma approvata con decreto del 24 febbraio 2014, che ha avuto attuazione dopo le elezioni dipartimentali del 2015, è stato soppresso.

## Composizione
Comprendeva 3 comuni:
- Castiglione
- Sospello
- Moulinet